# Kościół św. Franciszka Salezego i św. Andrzeja Boboli w Gorzycach
Kościół świętego Franciszka Salezego i świętego Andrzeja Boboli – rzymskokatolicki kościół parafialny należący do parafii pod tym samym wezwaniem (dekanat Gorzyce diecezji sandomierskiej).
Obecna świątynia została wzniesiona w latach 1947−1950 według projektów architekta inżyniera Wawrzyńca Dayczaka (proboszczem w tym czasie był ksiądz Adam Osetek). Budowla została konsekrowana przez biskupa Stanisława Jakiela w 1958 roku. Kościół został rozbudowany w latach 1996−1999 według projektu Jerzego Filipowskiego, makietę w skali wykonał Augustyn Piwowar zgodnie z projektem. Całością prac budowlanych kierował ksiądz Władysław Drewniak. Świątynia po wykonanej przebudowie została poświęcona przez biskupa Krzysztofa Nitkiewicza 22 października 2017 roku. Kościół jest dużą budowlą, dominującą nad krajobrazem wsi. Wybudowano ją w dwóch etapach. Pierwotnie ta ceglana, otynkowana budowla, posiadająca strzelistą sygnaturkę na dachu swoją architekturą nawiązywała do stylu modernistycznego. Została wpisana do rejestru zabytków. Na przełomie XX i XXI wieku świątynia została znacznie rozbudowana, poprzez dodanie z tyłu ceglanego transeptu i sporych rozmiarów prezbiterium z zapleczem i emporami (wewnętrznymi balkonami). Jednocześnie została obmurowana cegłą starsza część kościoła. Ściany poprzecinane są powtarzającymi się, wąskimi, oknami prostokątnymi na dole i półkolistymi na górze. Na skrzyżowaniu transeptu i nawy znajduje się wieloboczna wieża, zwieńczona modernistyczną latarnią i dużych rozmiarów krzyżem, której okna doświetlają wnętrze od góry. Całość bryły jest dopełniona wybudowaną na planie krzyża greckiego, wysoką, ceglaną wieżą – dzwonnicą z lewej strony, połączoną ze świątynią pojedynczą łukową arkadą i zakończoną na górze czterema lunetami, mieszczącymi dzwony, oraz blaszaną banią, opartą na czterech podporach i zwieńczoną smukłym krzyżem. Wnętrze budowli posiada tonację białą, urozmaiconą ceglanym detalem i witrażami: oryginalnymi – modernistycznymi i współczesnymi. Podwyższone prezbiterium jest zamknięte marmurowym ołtarzem, ozdobionym obrazem Matki Bożej Nieustającej Pomocy i znajdującymi się w niszach masywnymi figurami patronów świątyni. W narożnikach transeptu znajduje się także miejsce dla ołtarzyków bocznych z poprzedniego kościoła. Nad wejściem jest zbudowany chór muzyczny z wielogłosowymi i oryginalnymi koncertowymi organami piszczałkowymi.